# Liga Europy UEFA (2014/2015)/Faza grupowa
Do startu w fazie grupowej uprawnione są 48 drużyny (w tym 31 zwycięzców rundy play-off, 10 przegranych z rundy play-off Ligi Mistrzów oraz 7 klubów, które otrzymało automatyczną kwalifikację). Losowanie odbyło się 29 sierpnia 2014 roku (godz. 13:00). W jego trakcie zespoły zostały rozdzielone na 4 koszyki, następnie rozlosowane i podzielone na 12 grup po 4 drużyny każda. Do jednej grupy nie mogły trafić drużyny z tego samego koszyka i federacji oraz – ze względu na trudną sytuację polityczną – zespoły z Rosji i Ukrainy.
Wszystkie zespoły zagrają ze sobą dwukrotnie w systemie mecz-rewanż. Po 2 najlepsze drużyny z każdej grupy awansują do 1/16 finału Ligi Europy UEFA.

## Podział na koszyki
Drużyny zostały podzielone na koszyki na podstawie klubowego rankingu UEFA. Obrońcą pucharu jest Sevilla FC, który automatycznie został przydzielony do koszyka nr 1.
    drużyny, które awansowały z rundy play-off Ligi Europy
    drużyny, które awansowały z rundy play-off Ligi Mistrzów
| Koszyk 1          | Koszyk 1 |
| Drużyna           | Współ.   |
| ----------------- | -------- |
| Sevilla FC OT     | 71.042   |
| Inter Mediolan    | 95.387   |
| Tottenham Hotspur | 75.949   |
| PSV Eindhoven     | 64.862   |
| Napoli            | 61.387   |
| Dynamo Kijów      | 56.193   |
| Villarreal CF     | 53.542   |
| Fiorentina        | 49.387   |
| Red Bull Salzburg | 46.185   |
| Metalist Charków  | 45.693   |
| Lille OSC         | 45.300   |
| FC Kopenhaga      | 45.260   |

| Koszyk 2                 | Koszyk 2 |
| Drużyna                  | Współ.   |
| ------------------------ | -------- |
| Steaua Bukareszt         | 39.451   |
| Standard Liège           | 38.260   |
| PAOK FC                  | 37.720   |
| Celtic                   | 36.813   |
| Beşiktaş JK              | 32.840   |
| VfL Wolfsburg            | 32.328   |
| Club Brugge              | 32.260   |
| Dnipro                   | 32.193   |
| Trabzonspor              | 31.340   |
| Panathinaikos AO         | 30.220   |
| Sparta Praga             | 28.870   |
| Borussia Mönchengladbach | 25.328   |

| Koszyk 3         | Koszyk 3 |
| Drużyna          | Współ.   |
| ---------------- | -------- |
| Everton          | 24.949   |
| BSC Young Boys   | 24.145   |
| Dinamo Zagrzeb   | 23.925   |
| FC Zürich        | 18.645   |
| GD Estoril-Praia | 15.459   |
| Legia Warszawa   | 15.275   |
| Partizan Belgrad | 14.825   |
| Torino           | 13.387   |
| Feyenoord        | 13.362   |
| EA Guingamp      | 12.800   |
| AS Saint-Étienne | 12.800   |
| Rio Ave FC       | 12.459   |

| Koszyk 4          | Koszyk 4 |
| Drużyna           | Współ.   |
| ----------------- | -------- |
| Dinamo Moskwa     | 12.399   |
| FK Krasnodar      | 9.399    |
| HNK Rijeka        | 8.925    |
| Lokeren           | 8.760    |
| Asteras Tripolis  | 8.720    |
| Slovan Bratysława | 8.700    |
| Apollon Limassol  | 8.650    |
| Qarabağ FK        | 7.575    |
| HJK Helsinki      | 7.435    |
| Astra Giurgiu     | 6.951    |
| Dynama Mińsk      | 6.725    |
| Aalborg BK        | 5.260    |

## Grupy
Zasady ustalania kolejności w tabeli:
1. liczba zdobytych punktów w całej rundzie;
2. liczba punktów zdobyta w meczach bezpośrednich;
3. różnica bramek w meczach bezpośrednich;
4. liczba bramek zdobytych na wyjeździe w meczach bezpośrednich
5. różnica bramek w całej rundzie;
6. liczba zdobytych bramek w całej rundzie;
7. współczynnik drużyny z poprzednich 5 sezonów.

| Kolory w tabeli grup                         |
| -------------------------------------------- |
| Zespoły, które awansowały do fazy pucharowej |

### Grupa A
| Lp. | Drużyna                      | M | Z | R | P | Bramki | Bramki | +/– | Pkt |
| --- | ---------------------------- | - | - | - | - | ------ | ------ | --- | --- |
| 1   | Borussia Mönchengladbach (A) | 6 | 3 | 3 | 0 | 14     | 4      | +10 | 12  |
| 2   | Villarreal CF (A)            | 6 | 3 | 2 | 1 | 15     | 7      | +8  | 11  |
| 3   | FC Zürich                    | 6 | 2 | 1 | 3 | 10     | 14     | −4  | 7   |
| 4   | Apollon Limassol             | 6 | 1 | 0 | 5 | 4      | 18     | −14 | 3   |

|                          | APL | ZUR | MGL | VIL |
| ------------------------ | --- | --- | --- | --- |
| Apollon Limassol         | –   | 3:2 | 0:2 | 0:2 |
| FC Zürich                | 3:1 | –   | 1:1 | 3:2 |
| Borussia Mönchengladbach | 5:0 | 3:0 | –   | 1:1 |
| Villarreal CF            | 4:0 | 4:1 | 2:2 | –   |

| 18 września 2014 19:00 CET | Borussia Mönchengladbach · Herrmann 21' | 1:1(1:0)Raport | Villarreal CF · Uche 68' | Borussia-Park, Mönchengladbach Widzów: 39 128 Sędzia: Ivan Kružliak |
|                            |                                         |                |                          |                                                                     |

| 18 września 2014 19:00 CET | Apollon Limassol · Papoulis 9' · Gullón 40' · Koch 87' (sam.) | 3:2(2:0)Raport | FC Zürich · Rikan 50' · Yapi Yapo 54' | Stadion GSP, Nikozja Widzów: 5 662 Sędzia: Simon Lee Evans |
|                            |                                                               |                |                                       |                                                            |

| 2 października 2014 21:05 CET | FC Zürich · Etoundi 23' | 1:1(1:1)Raport | Borussia Mönchengladbach · Nordtveit 25' | Letzigrund Stadion, Zurych Widzów: 18 422 Sędzia: Slavko Vinčić |
|                               |                         |                |                                          |                                                                 |

| 2 października 2014 21:05 CET | Villarreal CF · Moreno 9', 82' · Espinosa 44', 51' | 4:0(2:0)Raport | Apollon Limassol | El Madrigal, Villarreal Widzów: 13 000 Sędzia: Arnold Hunter |
|                               |                                                    |                |                  |                                                              |

| 23 października 2014 21:05 CET | Villarreal CF · Cani 6' · Vietto 57' · Soriano 60' · G. dos Santos 78' | 4:1(1:1)Raport | FC Zürich · Schönbächler 43' | El Madrigal, Villarreal Widzów: 14 092 Sędzia: Halis Özkahya |
|                                |                                                                        |                |                              |                                                              |

| 23 października 2014 21:05 CET | Borussia Mönchengladbach · Traoré 11', 67' · Hrgota 56' · Herrmann 83' · Angelis 90+1' (sam.) | 5:0(1:0)Raport | Apollon Limassol | Borussia-Park, Mönchengladbach Widzów: 38 182 Sędzia: Jewhen Aranowskyj |
|                                |                                                                                               |                |                  |                                                                         |

| 6 listopada 2014 19:00 CET | FC Zürich · Etoundi 21' · Djimsiti 26' · Chikhaoui 29' | 3:2(3:2)Raport | Villarreal CF · Pina 20' · Gerard 24' | Letzigrund Stadion, Zurych Widzów: 8 209 Sędzia: Władisław Biezborodow |
|                            |                                                        |                |                                       |                                                                        |

| 6 listopada 2014 19:00 CET | Apollon Limassol | 0:2(0:0)Raport | Borussia Mönchengladbach · Raffael 56' · Herrmann 90+5' | Stadion GSP, Nikozja Widzów: 6 000 Sędzia: Antony Gautier |
|                            |                  |                |                                                         |                                                           |

| 27 listopada 2014 21:05 CET | Villarreal CF · Vietto 26' · Czeryszew 63' | 2:2(1:0)Raport | Borussia Mönchengladbach · 55' Raffael · 67' Xhaka | El Madrigal, Villarreal Widzów: 16 000 Sędzia: Szymon Marciniak |
|                             |                                            |                |                                                    |                                                                 |

| 27 listopada 2014 21:05 CET | FC Zürich · Djimsiti 31' · Chikhaoui 38' (k.), 59' (k.) | 3:1(2:1)Raport | Apollon Limassol · 23' Farley | Letzigrund Stadion, Zurych Widzów: 7 939 Sędzia: Kristo Tohver |
|                             |                                                         |                |                               |                                                                |

| 11 grudnia 2014 19:00 CET | Borussia Mönchengladbach · Herrmann 31' · Hrgota 59', 64' | 3:0(1:0)Raport | FC Zürich | Borussia-Park, Mönchengladbach Sędzia: Luca Banti |
|                           |                                                           |                |           |                                                   |

| 11 grudnia 2014 19:00 CET | Apollon Limassol | 0:2(0:2)Raport | Villarreal CF · 35' Gerard · 40' Vietto | Stadion GSP, Nikozja Sędzia: Serge Gumienny |
|                           |                  |                |                                         |                                             |

### Grupa B
| Lp. | Drużyna         | M | Z | R | P | Bramki | Bramki | +/– | Pkt |
| --- | --------------- | - | - | - | - | ------ | ------ | --- | --- |
| 1   | Club Brugge (A) | 6 | 3 | 3 | 0 | 10     | 2      | +8  | 12  |
| 2   | Torino (A)      | 6 | 3 | 2 | 1 | 9      | 3      | +6  | 11  |
| 3   | HJK Helsinki    | 6 | 2 | 0 | 4 | 5      | 11     | −6  | 6   |
| 4   | FC Kopenhaga    | 6 | 1 | 1 | 4 | 5      | 13     | −8  | 4   |

|              | CLB | KOP | HJK | TOR |
| ------------ | --- | --- | --- | --- |
| Club Brugge  | –   | 1:1 | 2:1 | 0:0 |
| FC Kopenhaga | 0:4 | –   | 2:0 | 1:5 |
| HJK Helsinki | 0:3 | 2:1 | –   | 2:1 |
| Torino       | 0:0 | 1:0 | 2:0 | –   |

| 18 września 2014 19:00 CET | Club Brugge | 0:0Raport | Torino | Jan Breydel Stadion, Brugia Widzów: 15 000 Sędzia: Halis Özkahya |
|                            |             |           |        |                                                                  |

| 18 września 2014 19:00 CET | FC Kopenhaga · Jørgensen 68', 81' | 2:0(0:0)Raport | HJK Helsinki | Parken, Kopenhaga Widzów: 12 191 Sędzia: Jewhen Aranowskyj |
|                            |                                   |                |              |                                                            |

| 2 października 2014 21:05 CET | HJK Helsinki | 0:3(0:1)Raport | Club Brugge · Heikkinen 19' (sam.) · De Sutter 70' · De Bock 78' | Sonera Stadium, Helsinki Widzów: 7 000 Sędzia: Ognjen Valjić |
|                               |              |                |                                                                  |                                                              |

| 2 października 2014 21:05 CET | Torino · Quagliarella 90+4' (k.) | 1:0(0:0)Raport | FC Kopenhaga | Stadio Olimpico di Torino, Turyn Widzów: 15 000 Sędzia: Carlos Clos Gómez |
|                               |                                  |                |              |                                                                           |

| 23 października 2014 21:05 CET | Torino · Molinaro 35' · Amauri 58' | 2:0(1:0)Raport | HJK Helsinki | Stadio Olimpico di Torino, Turyn Widzów: 10 000 Sędzia: Stephan Klossner |
|                                |                                    |                |              |                                                                          |

| 23 października 2014 21:05 CET | Club Brugge · Vázquez 90+2' | 1:1(0:0)Raport | FC Kopenhaga · Amartey 89' | Jan Breydel Stadion, Brugia Widzów: 16 000 Sędzia: Michael Oliver |
|                                |                             |                |                            |                                                                   |

| 6 listopada 2014 19:00 CET | HJK Helsinki · Baah 60' · Moren 81' | 2:1(0:0)Raport | Torino · Quagliarella 90' | Sonera Stadium, Helsinki Widzów: 10 000 Sędzia: Arnold Hunter |
|                            |                                     |                |                           |                                                               |

| 6 listopada 2014 19:00 CET | FC Kopenhaga | 0:4(0:3)Raport | Club Brugge · Refa’elow 7', 30', 36' · Vormer 60' | Parken, Kopenhaga Widzów: 14 810 Sędzia: Manuel Gräfe |
|                            |              |                |                                                   |                                                       |

| 27 listopada 2014 21:05 CET | Torino | 0:0(0:0)Raport | Club Brugge | Stadio Olimpico di Torino, Turyn Widzów: 10 000 Sędzia: Bas Nijhuis |
|                             |        |                |             |                                                                     |

| 27 listopada 2014 21:05 CET | HJK Helsinki · Baah 29' · Kandji 90+3' | 2:1(1:0)Raport | FC Kopenhaga · 89' Nilsson | Sonera Stadium, Helsinki Widzów: 10 000 Sędzia: Tony Chapron |
|                             |                                        |                |                            |                                                              |

| 11 grudnia 2014 19:00 CET | Club Brugge · Felipe Gedoz 28' (k.) · Refa’elow 88' | 2:1(1:0)Raport | HJK Helsinki · 51' Kandji | Jan Breydel Stadion, Brugia Sędzia: Sergei Karasev |
|                           |                                                     |                |                           |                                                    |

| 11 grudnia 2014 19:00 CET | FC Kopenhaga · Amartey 6' | 1:5(1:2)Raport | Torino · 15', 47' Martínez · 42' (k.) Amauri · 49' Darmian · 53' Silva | Parken, Kopenhaga Sędzia: Władisław Biezborodow |
|                           |                           |                |                                                                        |                                                 |

### Grupa C
| Lp. | Drużyna               | M | Z | R | P | Bramki | Bramki | +/– | Pkt |
| --- | --------------------- | - | - | - | - | ------ | ------ | --- | --- |
| 1   | Beşiktaş JK (A)       | 6 | 3 | 3 | 0 | 11     | 5      | +6  | 12  |
| 2   | Tottenham Hotspur (A) | 6 | 3 | 2 | 1 | 9      | 4      | +5  | 11  |
| 3   | Asteras Tripolis      | 6 | 1 | 3 | 2 | 7      | 10     | −3  | 6   |
| 4   | Partizan Belgrad      | 6 | 0 | 2 | 4 | 1      | 9      | −8  | 2   |

|                   | AST | BES | PAR | TOT |
| ----------------- | --- | --- | --- | --- |
| Asteras Tripolis  | –   | 2:2 | 2:0 | 1:2 |
| Beşiktaş JK       | 1:1 | –   | 2:1 | 1:0 |
| Partizan Belgrad  | 0:0 | 0:4 | –   | 0:0 |
| Tottenham Hotspur | 5:1 | 1:1 | 1:0 | –   |

| 18 września 2014 19:00 CET | Partizan Belgrad | 0:0Raport | Tottenham Hotspur | Stadion Partizana, Belgrad Widzów: 21 000 Sędzia: Alon Yefet |
|                            |                  |           |                   |                                                              |

| 18 września 2014 19:00 CET | Beşiktaş JK · Töre 33' | 1:1(1:0)Raport | Asteras Tripolis · Parra 88' | Atatürk Olimpiyat Stadyumu, Stambuł Widzów: 7 760 Sędzia: Miroslav Zelinka |
|                            |                        |                |                              |                                                                            |

| 2 października 2014 21:05 CET | Asteras Tripolis · Usero 22' · Parra 52' | 2:0(1:0)Raport | Partizan Belgrad | Stadion Asteras Tripolis, Tripoli Widzów: 3 500 Sędzia: Danny Makkelie |
|                               |                                          |                |                  |                                                                        |

| 2 października 2014 21:05 CET | Tottenham Hotspur · Kane 27' | 1:1(1:0)Raport | Beşiktaş JK · Ba 89' (k.) | White Hart Lane, Londyn Widzów: 32 000 Sędzia: Manuel Gräfe |
|                               |                              |                |                           |                                                             |

| 23 października 2014 21:05 CET | Tottenham Hotspur · Kane 13', 74', 81' · Lamela 30', 66' | 5:1(2:0)Raport | Asteras Tripolis · Barrales 89' | White Hart Lane, Londyn Widzów: 21 000 Sędzia: Ivan Kružliak |
|                                |                                                          |                |                                 |                                                              |

| 23 października 2014 21:05 CET | Partizan Belgrad | 0:4(0:2)Raport | Beşiktaş JK · Kavlak 18' · Ba 45' · Özyakup 52' · Töre 54' | Stadion Partizana, Belgrad Widzów: 17 500 Sędzia: Paolo Mazzoleni |
|                                |                  |                |                                                            |                                                                   |

| 6 listopada 2014 19:00 CET | Asteras Tripolis · Barrales 90' (k.) | 1:2(0:2)Raport | Tottenham Hotspur · Townsend 36' (k.) · Kane 42' | Stadion Asteras Tripolis, Tripoli Widzów: 6 500 Sędzia: Javier Estrada Fernández |
|                            |                                      |                |                                                  |                                                                                  |

| 6 listopada 2014 19:00 CET | Beşiktaş JK · Ba 57' (k.), 62' | 2:1(0:0)Raport | Partizan Belgrad · Marković 78' | Atatürk Olimpiyat Stadyumu, Stambuł Widzów: 12 000 Sędzia: Alexandru Tudor |
|                            |                                |                |                                 |                                                                            |

| 27 listopada 2014 21:05 CET | Tottenham Hotspur · Stambouli 49' | 1:0(0:0)Raport | Partizan Belgrad | White Hart Lane, Londyn Widzów: 14 000 Sędzia: Jewhen Aranowskij |
|                             |                                   |                |                  |                                                                  |

| 27 listopada 2014 21:05 CET | Asteras Tripolis · Barrales 72' · Parra 82' | 2:2(0:1)Raport | Beşiktaş JK · 15' Ba · 61' (k.) Töre | Stadion Asteras Tripolis, Tripoli Widzów: 28 362 Sędzia: Jorge Sousa |
|                             |                                             |                |                                      |                                                                      |

| 11 grudnia 2014 19:00 CET | Partizan Belgrad | 0:0(0:0)Raport | Asteras Tripolis | Stadion Partizana, Belgrad Sędzia: Paweł Gil |
|                           |                  |                |                  |                                              |

| 11 grudnia 2014 19:00 CET | Beşiktaş JK · Tosun 59' | 1:0(0:0)Raport | Tottenham Hotspur | Atatürk Olimpiyat Stadyumu, Stambuł Sędzia: Stefan Johannesson |
|                           |                         |                |                   |                                                                |

### Grupa D
| Lp. | Drużyna               | M | Z | R | P | Bramki | Bramki | +/– | Pkt |
| --- | --------------------- | - | - | - | - | ------ | ------ | --- | --- |
| 1   | Red Bull Salzburg (A) | 6 | 5 | 1 | 0 | 21     | 8      | +13 | 16  |
| 2   | Celtic (A)            | 6 | 2 | 2 | 2 | 10     | 11     | −1  | 8   |
| 3   | Dinamo Zagrzeb        | 6 | 2 | 0 | 4 | 12     | 15     | −3  | 6   |
| 4   | Astra Giurgiu         | 6 | 1 | 1 | 4 | 6      | 15     | −9  | 4   |

|                   | CEL | AST | RBS | DIN |
| ----------------- | --- | --- | --- | --- |
| Celtic            | –   | 2:1 | 1:3 | 1:0 |
| Astra Giurgiu     | 1:1 | –   | 1:2 | 1:0 |
| Red Bull Salzburg | 2:2 | 5:1 | –   | 4:2 |
| Dinamo Zagrzeb    | 4:3 | 5:1 | 1:5 | –   |

| 18 września 2014 19:00 CET | Red Bull Salzburg · Alan 36' · Soriano 78' | 2:2(1:1)Raport | Celtic · Wakaso 14' · Brown 60' | Red Bull Arena, Salzburg Widzów: 17 886 Sędzia: Artur Soares Dias |
|                            |                                            |                |                                 |                                                                   |

| 18 września 2014 19:00 CET | Dinamo Zagrzeb · Soudani 17', 24', 45+1' · Henríquez 70' · Ćorić 90+2' | 5:1(3:0)Raport | Astra Giurgiu · Chițu 82' | Maksimir, Zagrzeb Widzów: 15 000 Sędzia: Leontios Trattou |
|                            |                                                                        |                |                           |                                                           |

| 2 października 2014 21:05 CET | Astra Giurgiu · Seto 15' | 1:2(1:2)Raport | Red Bull Salzburg · Kampl 36' · Soriano 42' | Stadionul Marin Anastasovici, Giurgiu Widzów: 3 000 Sędzia: Libor Kovařík |
|                               |                          |                |                                             |                                                                           |

| 2 października 2014 21:05 CET | Celtic · Commons 6' | 1:0(1:0)Raport | Dinamo Zagrzeb | Celtic Park, Glasgow Widzów: 37 000 Sędzia: Sébastien Delferiere |
|                               |                     |                |                |                                                                  |

| 23 października 2014 21:05 CET | Celtic · Šćepović 73' · Johansen 79' | 2:1(0:0)Raport | Astra Giurgiu · Enache 81' | Celtic Park, Glasgow Widzów: 32 000 Sędzia: Kristinn Jakobsson |
|                                |                                      |                |                            |                                                                |

| 23 października 2014 21:05 CET | Red Bull Salzburg · Alan 14', 45', 52' · Ramalho 49' | 4:2(2:0)Raport | Dinamo Zagrzeb · Ademi 81' · Henríquez 89' | Red Bull Arena, Salzburg Widzów: 12 872 Sędzia: Serdar Gözübüyük |
|                                |                                                      |                |                                            |                                                                  |

| 6 listopada 2014 19:00 CET | Astra Giurgiu · William 79' | 1:1(0:1)Raport | Celtic · Johansen 32' | Stadionul Marin Anastasovici, Giurgiu Widzów: 2 500 Sędzia: Siergiej Bojko |
|                            |                             |                |                       |                                                                            |

| 6 listopada 2014 19:00 CET | Dinamo Zagrzeb · Henríquez 60' | 1:5(0:1)Raport | Red Bull Salzburg · Soriano 40', 64', 85' · Kampl 59' · Bruno 72' | Maksimir, Zagrzeb Widzów: 10 000 Sędzia: Michael Koukoulakis |
|                            |                                |                |                                                                   |                                                              |

| 27 listopada 2014 21:05 CET | Celtic · Johansen 30' | 1:3(1:2)Raport | Red Bull Salzburg · 8', 13' Alan · 90+2' Keïta | Celtic Park, Glasgow Widzów: 32 414 Sędzia: Halis Özkahya |
|                             |                       |                |                                                |                                                           |

| 27 listopada 2014 21:05 CET | Astra Giurgiu · Bukari 50' | 1:0(0:0)Raport | Dinamo Zagrzeb | Stadionul Marin Anastasovici, Giurgiu Widzów: 1 000 Sędzia: Sergey Lapochkin |
|                             |                            |                |                |                                                                              |

| 11 grudnia 2014 19:00 CET | Red Bull Salzburg · Sabitzer 9' · Kampl 34', 90+2' · Alan 46', 70' | 5:1(2:0)Raport | Astra Giurgiu · 51' Florescu | Red Bull Arena, Salzburg Sędzia: Paweł Raczkowski |
|                           |                                                                    |                |                              |                                                   |

| 11 grudnia 2014 19:00 CET | Dinamo Zagrzeb · Pjaca 14', 40', 50' · Brozović 48' | 4:3(2:2)Raport | Celtic · 23' Commons · 30' Šćepović · 82' (sam.) Pivarić | Maksimir, Zagrzeb Sędzia: Gediminas Mažeika |
|                           |                                                     |                |                                                          |                                             |

### Grupa E
| Lp. | Drużyna           | M | Z | R | P | Bramki | Bramki | +/– | Pkt |
| --- | ----------------- | - | - | - | - | ------ | ------ | --- | --- |
| 1   | Dinamo Moskwa (A) | 6 | 6 | 0 | 0 | 9      | 3      | +6  | 18  |
| 2   | PSV Eindhoven (A) | 6 | 2 | 2 | 2 | 8      | 8      | 0   | 8   |
| 3   | GD Estoril-Praia  | 6 | 1 | 2 | 3 | 7      | 8      | −1  | 5   |
| 4   | Panathinaikos AO  | 6 | 0 | 2 | 4 | 6      | 11     | −5  | 2   |

|                  | EST | DIN | PAO | PSV |
| ---------------- | --- | --- | --- | --- |
| GD Estoril-Praia | –   | 1:2 | 2:0 | 3:3 |
| Dinamo Moskwa    | 1:0 | –   | 2:1 | 1:0 |
| Panathinaikos AO | 1:1 | 1:2 | –   | 2:3 |
| PSV Eindhoven    | 1:0 | 0:1 | 1:1 | –   |

| 18 września 2014 19:00 CET | PSV Eindhoven · De Jong 26' (k.) | 1:0(1:0)Raport | GD Estoril-Praia | Philips Stadion, Eindhoven Widzów: 18 000 Sędzia: Bobby Madden |
|                            |                                  |                |                  |                                                                |

| 18 września 2014 19:00 CET | Panathinaikos AO · Dinas 63' | 1:2(0:1)Raport | Dinamo Moskwa · Kokorin 40' · Ionow 49' | Stadion im. Apostolosa Nikolaidisa, Ateny Widzów: 14 000 Sędzia: Daniele Orsato |
|                            |                              |                |                                         |                                                                                 |

| 2 października 2014 18:00 CET | Dinamo Moskwa · Żyrkow 90+3' | 1:0(0:0)Raport | PSV Eindhoven | Ariena Chimki, Chimki Widzów: 7 872 Sędzia: Marcin Borski |
|                               |                              |                |               |                                                           |

| 2 października 2014 21:05 CET | GD Estoril-Praia · Kléber 52' · Amado 66' | 2:0(0:0)Raport | Panathinaikos AO | Estádio António Coimbra da Mota, Estoril Widzów: 4 000 Sędzia: Serge Gumienny |
|                               |                                           |                |                  |                                                                               |

| 23 października 2014 21:05 CET | GD Estoril-Praia · Tavares 90+5' | 1:2(0:0)Raport | Dinamo Moskwa · Kokorin 52' · Żyrkow 80' | Estádio António Coimbra da Mota, Estoril Widzów: 2 164 Sędzia: Alon Yefet |
|                                |                                  |                |                                          |                                                                           |

| 23 października 2014 21:05 CET | PSV Eindhoven · Memphis 44' | 1:1(1:0)Raport | Panathinaikos AO · Karelis 87' | Philips Stadion, Eindhoven Widzów: 22 000 Sędzia: Miroslav Zelinka |
|                                |                             |                |                                |                                                                    |

| 6 listopada 2014 18:00 CET | Dinamo Moskwa · Kurányi 77' | 1:0(0:0)Raport | GD Estoril-Praia | Ariena Chimki, Chimki Widzów: 5 374 Sędzia: Mattias Gestranius |
|                            |                             |                |                  |                                                                |

| 6 listopada 2014 19:00 CET | Panathinaikos AO · Ajagun 11' · Petrić 43' | 2:3(2:1)Raport | PSV Eindhoven · Memphis 27' · De Jong 65' · Wijnaldum 78' | Stadion im. Apostolosa Nikolaidisa, Ateny Widzów: 19 500 Sędzia: Marijo Strahonja |
|                            |                                            |                |                                                           |                                                                                   |

| 27 listopada 2014 21:05 CET | GD Estoril-Praia · Tóze 12' · Miranda 30' · Amado 39' | 3:3(3:2)Raport | PSV Eindhoven · 6' Depay · 14' Narsingh · 82' Wijnaldum | Estádio António Coimbra da Mota, Estoril Widzów: 3700 Sędzia: Martin Strömbergsson |
|                             |                                                       |                |                                                         |                                                                                    |

- Mecz przerwano po I połowie z powodu ulewnego deszczu i dograno go 28 listopada.

| 27 listopada 2014 17:00 CET | Dinamo Moskwa · Triandafilopulos 55' (sam.) · Ionow 61' | 2:1(0:1)Raport | Panathinaikos AO · 14' Berg | Ariena Chimki, Chimki Widzów: 4 207 Sędzia: Martin Strömbergsson |
|                             |                                                         |                |                             |                                                                  |

| 11 grudnia 2014 19:00 CET | PSV Eindhoven | 0:1(0:0)Raport | Dinamo Moskwa · 90' Ionow | Philips Stadion, Eindhoven Sędzia: István Vad |
|                           |               |                |                           |                                               |

| 11 grudnia 2014 19:00 CET | Panathinaikos AO · Karelis 55' | 1:1(0:0)Raport | GD Estoril-Praia · 67' Kléber | Stadion im. Apostolosa Nikolaidisa, Ateny Sędzia: Harald Lechner |
|                           |                                |                |                               |                                                                  |

### Grupa F
| Lp. | Drużyna            | M | Z | R | P | Bramki | Bramki | +/– | Pkt |
| --- | ------------------ | - | - | - | - | ------ | ------ | --- | --- |
| 1   | Inter Mediolan (A) | 6 | 3 | 3 | 0 | 6      | 2      | +4  | 12  |
| 2   | Dnipro (A)         | 6 | 2 | 1 | 3 | 4      | 5      | −1  | 7   |
| 3   | Qarabağ FK         | 6 | 1 | 3 | 2 | 3      | 5      | −2  | 6   |
| 4   | AS Saint-Étienne   | 6 | 0 | 5 | 1 | 2      | 3      | −1  | 5   |

|                  | STE | DNI | INT | QAA |
| ---------------- | --- | --- | --- | --- |
| AS Saint-Étienne | –   | 0:0 | 1:1 | 1:1 |
| Dnipro           | 1:0 | –   | 0:1 | 0:1 |
| Inter Mediolan   | 0:0 | 2:1 | –   | 2:0 |
| Qarabağ FK       | 0:0 | 1:2 | 0:0 | –   |

| 18 września 2014 19:00 CET | Dnipro | 0:1(0:0)Raport | Inter Mediolan · D’Ambrosio 71' | Stadion Olimpijski, Kijów Widzów: 14 000 Sędzia: Felix Zwayer |
|                            |        |                |                                 |                                                               |

| 18 września 2014 18:00 CET | Qarabağ FK | 0:0Raport | AS Saint-Étienne | Stadion Tofiqa Bəhramova, Baku Widzów: 28 786 Sędzia: Steven McLean |
|                            |            |           |                  |                                                                     |

| 2 października 2014 21:05 CET | AS Saint-Étienne | 0:0(0:0)Raport | Dnipro | Stade Geoffroy-Guichard, Saint-Étienne Sędzia: Alexandru Tudor |
|                               |                  |                |        |                                                                |

| 2 października 2014 21:05 CET | Inter Mediolan · D’Ambrosio 18' · Icardi 85' | 2:0(1:0)Raport | Qarabağ FK | Stadion Giuseppe Meazzy, Mediolan Widzów: 0 Sędzia: Aleksei Kulbakov |
|                               |                                              |                |            |                                                                      |

| 23 października 2014 21:05 CET | Inter Mediolan | 0:0(0:0)Raport | AS Saint-Étienne | Stadion Giuseppe Meazzy, Mediolan Widzów: 30 000 Sędzia: Anthony Taylor |
|                                |                |                |                  |                                                                         |

| 23 października 2014 21:05 CET | Dnipro | 0:1(0:1)Raport | Qarabağ FK · Muarem 21' | Stadion Olimpijski, Kijów Widzów: 3 120 Sędzia: Libor Kovařík |
|                                |        |                |                         |                                                               |

| 6 listopada 2014 19:00 CET | AS Saint-Étienne · Bayal Sall 50' | 1:1(0:1)Raport | Inter Mediolan · Dodô 33' | Stade Geoffroy-Guichard, Saint-Étienne Widzów: 36 411 Sędzia: Slavko Vinčić |
|                            |                                   |                |                           |                                                                             |

| 6 listopada 2014 18:00 CET | Qarabağ FK · George 36' | 1:2(1:1)Raport | Dnipro · Kalinić 15', 73' | Stadion Tofiqa Bəhramova, Baku Widzów: 31 000 Sędzia: Paweł Gil |
|                            |                         |                |                           |                                                                 |

| 27 listopada 2014 21:05 CET | Inter Mediolan · Kuzmanović 30' · Osvaldo 50' | 2:1(1:1)Raport | Dnipro · 16' Rotań | Stadion Giuseppe Meazzy, Mediolan Widzów: 25 000 Sędzia: Bobby Madden |
|                             |                                               |                |                    |                                                                       |

| 27 listopada 2014 21:05 CET | AS Saint-Étienne · van Wolfswinkel 21' | 1:1(1:1)Raport | Qarabağ FK · 15' Nadirov | Stade Geoffroy-Guichard, Saint-Étienne Widzów: 29 769 Sędzia: Kristinn Jakobsson |
|                             |                                        |                |                          |                                                                                  |

| 11 grudnia 2014 18:00 CET | Dnipro · Fedecki 66' | 1:0(0:0)Raport | AS Saint-Étienne | Stadion Olimpijski, Kijów Sędzia: Marijo Strahonja |
|                           |                      |                |                  |                                                    |

| 11 grudnia 2014 18:00 CET | Qarabağ FK | 0:0(0:0)Raport | Inter Mediolan | Stadion Tofiqa Bəhramova, Baku Sędzia: Miroslav Zelinka |
|                           |            |                |                |                                                         |

### Grupa G
| Lp. | Drużyna        | M | Z | R | P | Bramki | Bramki | +/– | Pkt |
| --- | -------------- | - | - | - | - | ------ | ------ | --- | --- |
| 1   | Feyenoord (A)  | 6 | 4 | 0 | 2 | 10     | 6      | +4  | 12  |
| 2   | Sevilla FC (A) | 6 | 3 | 2 | 1 | 8      | 5      | +3  | 11  |
| 3   | HNK Rijeka     | 6 | 2 | 1 | 3 | 7      | 8      | −1  | 7   |
| 4   | Standard Liège | 6 | 1 | 1 | 4 | 4      | 10     | −6  | 4   |

|                | FEY | RIJ | STL | SEV |
| -------------- | --- | --- | --- | --- |
| Feyenoord      | –   | 2:0 | 2:1 | 2:0 |
| HNK Rijeka     | 3:1 | –   | 2:0 | 2:2 |
| Standard Liège | 0:3 | 2:0 | –   | 0:0 |
| Sevilla FC     | 2:0 | 1:0 | 3:1 | –   |

| 18 września 2014 21:05 CET | Standard Liège · Ciman 74' · Araújo 87' | 2:0(0:0)Raport | HNK Rijeka | Stade Maurice Dufrasne, Liège Widzów: 5 000 Sędzia: Cristian Balaj |
|                            |                                         |                |            |                                                                    |

| 18 września 2014 21:05 CET | Sevilla FC · Krychowiak 8' · M’Bia 31' | 2:0(2:0)Raport | Feyenoord | Estadio Ramón Sánchez Pizjuán, Sewilla Widzów: 35 000 Sędzia: Ruddy Buquet |
|                            |                                        |                |           |                                                                            |

| 2 października 2014 19:00 CET | Feyenoord · Van Beek 47' · Manu 84' | 2:1(0:0)Raport | Standard Liège · Viera 65' | De Kuip, Rotterdam Widzów: 42 000 Sędzia: Jorge Sousa |
|                               |                                     |                |                            |                                                       |

| 2 października 2014 19:00 CET | HNK Rijeka · Kramarić 53' (k.) · Kvržić 68' | 2:2(0:1)Raport | Sevilla FC · Aspas 26' · M’Bia 90+1' | Kantrida, Rijeka Widzów: 10 000 Sędzia: Kenn Hansen |
|                               |                                             |                |                                      |                                                     |

| 23 października 2014 19:00 CET | HNK Rijeka · Kramarić 63', 71', 76' (k.) | 3:1(0:0)Raport | Feyenoord · Toornstra 66' | Kantrida, Rijeka Widzów: 11 200 Sędzia: Tom Harald Hagen |
|                                |                                          |                |                           |                                                          |

| 23 października 2014 19:00 CET | Standard Liège | 0:0(0:0)Raport | Sevilla FC | Stade Maurice Dufrasne, Liège Widzów: 15 000 Sędzia: Hüseyin Göçek |
|                                |                |                |            |                                                                    |

| 6 listopada 2014 21:05 CET | Feyenoord · El Ahmadi 9' · Immers 20' | 2:0(2:0)Raport | HNK Rijeka | De Kuip, Rotterdam Widzów: 30 000 Sędzia: Craig Thomson |
|                            |                                       |                |            |                                                         |

| 6 listopada 2014 21:05 CET | Sevilla FC · Gameiro 19' · Reyes 41' · Bacca 90' | 3:1(2:1)Raport | Standard Liège · M’Poku 32' | Estadio Ramón Sánchez Pizjuán, Sewilla Widzów: 35 000 Sędzia: Bobby Madden |
|                            |                                                  |                |                             |                                                                            |

| 27 listopada 2014 19:00 CET | HNK Rijeka · Moisés 25' · Kramarić 34' (k.) | 2:0(2:0)Raport | Standard Liège | Kantrida, Rijeka Widzów: 9 000 Sędzia: Stephan Studer |
|                             |                                             |                |                |                                                       |

| 27 listopada 2014 19:00 CET | Feyenoord · Toornstra 56' · El Ahmadi 63' | 2:0(0:0)Raport | Sevilla FC | De Kuip, Rotterdam Widzów: 51 117 Sędzia: Slavko Vinčić |
|                             |                                           |                |            |                                                         |

| 11 grudnia 2014 21:05 CET | Standard Liège | 0:3(0:1)Raport | Feyenoord · 16' Toornstra · 60' Boëtius · 68' Manu | Stade Maurice Dufrasne, Liège Sędzia: Alon Yefet |
|                           |                |                |                                                    |                                                  |

| 11 grudnia 2014 21:05 CET | Sevilla FC · Suárez 20' | 1:0(1:0)Raport | HNK Rijeka | Estadio Ramón Sánchez Pizjuán, Sewilla Sędzia: Manuel Gräfe |
|                           |                         |                |            |                                                             |

### Grupa H
| Lp. | Drużyna           | M | Z | R | P | Bramki | Bramki | +/– | Pkt |
| --- | ----------------- | - | - | - | - | ------ | ------ | --- | --- |
| 1   | Everton (A)       | 6 | 3 | 2 | 1 | 10     | 3      | +7  | 11  |
| 2   | VfL Wolfsburg (A) | 6 | 3 | 1 | 2 | 14     | 10     | +4  | 10  |
| 3   | FK Krasnodar      | 6 | 1 | 3 | 2 | 7      | 12     | −5  | 6   |
| 4   | Lille OSC         | 6 | 0 | 4 | 2 | 3      | 9      | −6  | 4   |

|               | EVE | KRA | LIL | WOL |
| ------------- | --- | --- | --- | --- |
| Everton       | –   | 0:1 | 3:0 | 4:1 |
| FK Krasnodar  | 1:1 | –   | 1:1 | 2:4 |
| Lille OSC     | 0:0 | 1:1 | –   | 0:3 |
| VfL Wolfsburg | 0:2 | 5:1 | 1:1 | –   |

| 18 września 2014 21:05 CET | Lille OSC · Kjær 63' | 1:1(0:1)Raport | FK Krasnodar · Laborde 35' | Grand Stade Lille Métropole, Villeneuve-d’Ascq Widzów: 27 000 Sędzia: Liran Liany |
|                            |                      |                |                            |                                                                                   |

| 18 września 2014 21:05 CET | Everton · Rodriguez 15' (sam.) · Coleman 45+1' · Baines 47' (k.) · Mirallas 89' | 4:1(2:0)Raport | VfL Wolfsburg · Rodriguez 90+4' | Goodison Park, Liverpool Widzów: 29 593 Sędzia: Luca Banti |
|                            |                                                                                 |                |                                 |                                                            |

| 2 października 2014 18:00 CET | FK Krasnodar · Ari 43' | 1:1(1:0)Raport | Everton · Eto’o 82' | Stadion Kubań, Krasnodar Widzów: 31 050 Sędzia: Hüseyin Göçek |
|                               |                        |                |                     |                                                               |

| 2 października 2014 19:00 CET | VfL Wolfsburg · De Bruyne 82' | 1:1(0:0)Raport | Lille OSC · Origi 77' (k.) | VfL Wolfsburg Arena, Wolfsburg Widzów: 16 097 Sędzia: Ovidiu Hațegan |
|                               |                               |                |                            |                                                                      |

| 23 października 2014 18:00 CET | FK Krasnodar · Granqvist 51' (k.) · Wánderson 86' | 2:4(0:1)Raport | VfL Wolfsburg · Granqvist 37' (sam.) · De Bruyne 46', 80' · Luiz Gustavo 64' | Stadion Kubań, Krasnodar Widzów: 26 000 Sędzia: Artur Soares Dias |
|                                |                                                   |                |                                                                              |                                                                   |

| 23 października 2014 19:00 CET | Lille OSC | 0:0(0:0)Raport | Everton | Grand Stade Lille Métropole, Villeneuve-d’Ascq Widzów: 42 000 Sędzia: Jorge Sousa |
|                                |           |                |         |                                                                                   |

| 6 listopada 2014 21:05 CET | VfL Wolfsburg · Hunt 47', 57' · Guilavogui 73' · Bendtner 89' (k.), 90+1' | 5:1(0:0)Raport | FK Krasnodar · Wánderson 72' | VfL Wolfsburg Arena, Wolfsburg Widzów: 16 674 Sędzia: Pol van Boekel |
|                            |                                                                           |                |                              |                                                                      |

| 6 listopada 2014 21:05 CET | Everton · Osman 27' · Jagielka 42' · Naismith 61' | 3:0(2:0)Raport | Lille OSC | Goodison Park, Liverpool Widzów: 32 000 Sędzia: Bas Nijhuis |
|                            |                                                   |                |           |                                                             |

| 27 listopada 2014 18:00 CET | FK Krasnodar · Ari 35' | 1:1(1:0)Raport | Lille OSC · 69' Roux | Stadion Kubań, Krasnodar Widzów: 15 000 Sędzia: Ivan Kružliak |
|                             |                        |                |                      |                                                               |

| 27 listopada 2014 19:00 CET | VfL Wolfsburg | 0:2(0:1)Raport | Everton · 43' Lukaku · 75' Mirallas | VfL Wolfsburg Arena, Wolfsburg Widzów: 23 375 Sędzia: Fernando Teixeira Vitienes |
|                             |               |                |                                     |                                                                                  |

| 11 grudnia 2014 21:05 CET | Lille OSC | 0:3(0:1)Raport | VfL Wolfsburg · 45+1' Vieirinha · 65', 89' (k.) Rodríguez | Grand Stade Lille Métropole, Villeneuve-d’Ascq Sędzia: Halis Özkahya |
|                           |           |                |                                                           |                                                                      |

| 11 grudnia 2014 21:05 CET | Everton | 0:1(0:1)Raport | FK Krasnodar · 30' Laborde | Goodison Park, Liverpool Sędzia: István Kovács |
|                           |         |                |                            |                                                |

### Grupa I
| Lp. | Drużyna            | M | Z | R | P | Bramki | Bramki | +/– | Pkt |
| --- | ------------------ | - | - | - | - | ------ | ------ | --- | --- |
| 1   | Napoli (A)         | 6 | 4 | 1 | 1 | 11     | 3      | +8  | 13  |
| 2   | BSC Young Boys (A) | 6 | 4 | 0 | 2 | 13     | 7      | +6  | 12  |
| 3   | Sparta Praga       | 6 | 3 | 1 | 2 | 11     | 6      | +5  | 10  |
| 4   | Slovan Bratysława  | 6 | 0 | 0 | 6 | 1      | 20     | −19 | 0   |

|                   | SPA | YBO | SLB | NAP |
| ----------------- | --- | --- | --- | --- |
| Sparta Praga      | –   | 3:1 | 4:0 | 3:0 |
| BSC Young Boys    | 2:0 | –   | 5:0 | 2:0 |
| Slovan Bratysława | 0:3 | 1:3 | –   | 0:2 |
| Napoli            | 3:1 | 3:0 | 0:0 | –   |

| 18 września 2014 21:05 CET | BSC Young Boys · Lecjaks 5' · Steffen 29' · Nuzzolo 63' · Nikci 80' · Hoarau 90+2' | 5:0(2:0)Raport | Slovan Bratysława | Stade de Suisse, Berno Widzów: 9 900 Sędzia: Artiom Kuczin |
|                            |                                                                                    |                |                   |                                                            |

| 18 września 2014 21:05 CET | Napoli · Higuaín 23' (k.) · Mertens 51', 81' | 3:1(1:1)Raport | Sparta Praga · Hušbauer 14' | Stadio San Paolo, Neapol Widzów: 18 000 Sędzia: Kevin Blom |
|                            |                                              |                |                             |                                                            |

| 2 października 2014 19:00 CET | Sparta Praga · Vácha 27' · Lafata 28', 85' | 3:1(2:0)Raport | BSC Young Boys · Hoarau 52' | Stadion Letná, Praga Widzów: 10 205 Sędzia: Michael Koukoulakis |
|                               |                                            |                |                             |                                                                 |

| 2 października 2014 19:00 CET | Slovan Bratysława | 0:2(0:1)Raport | Napoli · Hamšík 35' · Higuaín 74' | Štadión Pasienky, Bratysława Widzów: 10 738 Sędzia: Marijo Strahonja |
|                               |                   |                |                                   |                                                                      |

| 23 października 2014 19:00 CET | Slovan Bratysława | 0:3(0:0)Raport | Sparta Praga · Lafata 56' · Konaté 61' · Krejčí 81' | Štadión Pasienky, Bratysława Widzów: 6 891 Sędzia: Martin Strömbergsson |
|                                |                   |                |                                                     |                                                                         |

| 23 października 2014 19:00 CET | BSC Young Boys · Hoarau 52' · Bertone 90+2' | 2:0(0:0)Raport | Napoli | Stade de Suisse, Berno Widzów: 28 000 Sędzia: Ruddy Buquet |
|                                |                                             |                |        |                                                            |

| 6 listopada 2014 21:05 CET | Sparta Praga · Lafata 29', 84' · Krejčí 32' · Nhamoinesu 75' | 4:0(2:0)Raport | Slovan Bratysława | Stadion Letná, Praga Widzów: 13 805 Sędzia: Aleksiej Eskow |
|                            |                                                              |                |                   |                                                            |

| 6 listopada 2014 21:05 CET | Napoli · De Guzmán 45+2', 65', 83' | 3:0(1:0)Raport | BSC Young Boys | Stadio San Paolo, Neapol Widzów: 25 000 Sędzia: Kenn Hansen |
|                            |                                    |                |                |                                                             |

| 27 listopada 2014 19:00 CET | Slovan Bratysława · Soumah 11' | 1:3(1:2)Raport | BSC Young Boys · 9' (k.) Hoarau · 18', 63' Kubo | Štadión Pasienky, Bratysława Widzów: 2 000 Sędzia: Pol van Boekel |
|                             |                                |                |                                                 |                                                                   |

| 27 listopada 2014 19:00 CET | Sparta Praga | 0:0(0:0)Raport | Napoli | Stadion Letná, Praga Widzów: 16 111 Sędzia: Andre Marriner |
|                             |              |                |        |                                                            |

| 11 grudnia 2014 21:05 CET | BSC Young Boys · Hoarau 75' (k.) · Steffen 90+4' | 2:0(0:0)Raport | Sparta Praga | Stade de Suisse, Berno Sędzia: Hüseyin Göçek |
|                           |                                                  |                |              |                                              |

| 11 grudnia 2014 21:05 CET | Napoli · Mertens 6' · Hamšík 16' · Zapata 75' | 3:0(2:0)Raport | Slovan Bratysława | Stadio San Paolo, Neapol Sędzia: Ałeksandar Stawrew |
|                           |                                               |                |                   |                                                     |

### Grupa J
| Lp. | Drużyna          | M | Z | R | P | Bramki | Bramki | +/– | Pkt |
| --- | ---------------- | - | - | - | - | ------ | ------ | --- | --- |
| 1   | Dynamo Kijów (A) | 6 | 5 | 0 | 1 | 12     | 4      | +8  | 15  |
| 2   | Aalborg BK (A)   | 6 | 3 | 0 | 3 | 5      | 10     | −5  | 9   |
| 3   | Steaua Bukareszt | 6 | 2 | 1 | 3 | 11     | 9      | +2  | 7   |
| 4   | Rio Ave FC       | 6 | 1 | 1 | 4 | 5      | 10     | −5  | 4   |

|                  | AAB | DKV | STE | RAV |
| ---------------- | --- | --- | --- | --- |
| Aalborg BK       | –   | 3:0 | 1:0 | 1:0 |
| Dynamo Kijów     | 2:0 | –   | 3:1 | 2:0 |
| Steaua Bukareszt | 6:0 | 0:2 | –   | 2:1 |
| Rio Ave FC       | 2:0 | 0:3 | 2:2 | –   |

| 18 września 2014 21:05 CET | Steaua Bukareszt · Sânmărtean 51' · Rusescu 58' (k.), 73' · Keserü 61', 65', 72' | 6:0(0:0)Raport | Aalborg BK | Stadionul Național, Bukareszt Widzów: 0 Sędzia: Władisław Biezborodow |
|                            |                                                                                  |                |            |                                                                       |

| 18 września 2014 21:05 CET | Rio Ave FC | 0:3(0:2)Raport | Dynamo Kijów · Jarmołenko 20' · Belhanda 25' · Kraweć 70' | Estádio do Rio Ave FC, Vila do Conde Widzów: 2 315 Sędzia: Stefan Johannesson |
|                            |            |                |                                                           |                                                                               |

| 2 października 2014 19:00 CET | Dynamo Kijów · Jarmołenko 40' · Kraweć 66' · Teodorczyk 90+1' | 3:1(1:0)Raport | Steaua Bukareszt · Rusescu 89' | Stadion Olimpijski, Kijów Widzów: 15 000 Sędzia: Robert Schörgenhofer |
|                               |                                                               |                |                                |                                                                       |

| 2 października 2014 19:00 CET | Aalborg BK · Helenius 46' | 1:0(0:0)Raport | Rio Ave FC | Energi Nord Arena, Aalborg Widzów: 6 000 Sędzia: Tony Chapron |
|                               |                           |                |            |                                                               |

| 23 października 2014 19:00 CET | Aalborg BK · Enevoldsen 11' · Thomsen 39', 90+1' | 3:0(2:0)Raport | Dynamo Kijów | Aalborg Stadion, Aalborg Widzów: 6 043 Sędzia: Stephan Studer |
|                                |                                                  |                |              |                                                               |

| 23 października 2014 19:00 CET | Steaua Bukareszt · Rusescu 17', 45' | 2:1(1:0)Raport | Rio Ave FC · Del Valle 48' | Stadionul Național, Bukareszt Widzów: 15 000 Sędzia: Simon Lee Evans |
|                                |                                     |                |                            |                                                                      |

| 6 listopada 2014 21:05 CET | Dynamo Kijów · Vida 70' · Husiew 90+3' | 2:0(0:0)Raport | Aalborg BK | Stadion Olimpijski, Kijów Widzów: 25 230 Sędzia: Alaksiej Kulbakou |
|                            |                                        |                |            |                                                                    |

| 6 listopada 2014 21:05 CET | Rio Ave FC · Diego Lopes 35', 77' (k.) | 2:2(0:0)Raport | Steaua Bukareszt · Keserü 61' · Filip 90+4' | Estádio do Rio Ave FC, Vila do Conde Widzów: 3 000 Sędzia: Marcin Borski |
|                            |                                        |                |                                             |                                                                          |

| 27 listopada 2014 19:00 CET | Aalborg BK · Enevoldsen 72' | 1:0(0:0)Raport | Steaua Bukareszt | Aalborg Stadion, Aalborg Widzów: 7 515 Sędzia: Felix Zwayer |
|                             |                             |                |                  |                                                             |

| 27 listopada 2014 19:00 CET | Dynamo Kijów · Lens 53' · Veloso 77' | 2:0(0:0)Raport | Rio Ave FC | Stadion Olimpijski, Kijów Widzów: 14 500 Sędzia: Tom Harald Hagen |
|                             |                                      |                |            |                                                                   |

| 11 grudnia 2014 21:05 CET | Steaua Bukareszt | 0:2(0:0)Raport | Dynamo Kijów · 71' Jarmołenko · 90+4' Lens | Stadionul Național, Bukareszt Sędzia: Michael Oliver |
|                           |                  |                |                                            |                                                      |

| 11 grudnia 2014 21:05 CET | Rio Ave FC · Del Valle 59', 79' | 2:0(0:0)Raport | Aalborg BK | Estádio do Rio Ave FC, Vila do Conde Sędzia: Sébastien Delferiere |
|                           |                                 |                |            |                                                                   |

### Grupa K
| Lp. | Drużyna         | M | Z | R | P | Bramki | Bramki | +/– | Pkt |
| --- | --------------- | - | - | - | - | ------ | ------ | --- | --- |
| 1   | Fiorentina (A)  | 6 | 4 | 1 | 1 | 11     | 4      | +7  | 13  |
| 2   | EA Guingamp (A) | 6 | 3 | 1 | 2 | 7      | 6      | +1  | 10  |
| 3   | PAOK FC         | 6 | 2 | 1 | 3 | 10     | 7      | +3  | 7   |
| 4   | Dynama Mińsk    | 6 | 1 | 1 | 4 | 3      | 14     | −11 | 4   |

|              | FIO | GUI | DMI | PAS |
| ------------ | --- | --- | --- | --- |
| Fiorentina   | –   | 3:0 | 1:2 | 1:1 |
| EA Guingamp  | 1:2 | –   | 2:0 | 2:0 |
| Dynama Mińsk | 0:3 | 0:0 | –   | 0:2 |
| PAOK FC      | 0:1 | 1:2 | 6:1 | –   |

| 18 września 2014 21:05 CET | PAOK FC · Nikolić 3' (sam.) · Atanasiadis 11', 16', 28' · Papadopulos 50' · Dzandaris 90' | 6:1(4:0)Raport | Dynama Mińsk · Nikolić 80' | Stadion Tumba, Saloniki Widzów: 21 000 Sędzia: Mattias Gestranius |
|                            |                                                                                           |                |                            |                                                                   |

| 18 września 2014 21:05 CET | Fiorentina · Vargas 34' · Cuadrado 67' · Bernardeschi 88' | 3:0(1:0)Raport | EA Guingamp | Stadio Artemio Franchi, Florencja Widzów: 32 000 Sędzia: Harald Lechner |
|                            |                                                           |                |             |                                                                         |

| 2 października 2014 19:00 CET | EA Guingamp · Marveaux 47', 50' | 2:0(0:0)Raport | PAOK FC | Stade du Roudourou, Guingamp Widzów: 8 783 Sędzia: Gediminas Mažeika |
|                               |                                 |                |         |                                                                      |

| 2 października 2014 19:00 CET | Dynama Mińsk | 0:3(0:1)Raport | Fiorentina · Aquilani 33' · Iličić 62' · Bernardeschi 67' | Barysau-Arena, Borysów Widzów: 5 500 Sędzia: Paweł Gil |
|                               |              |                |                                                           |                                                        |

| 23 października 2014 19:00 CET | Dynama Mińsk | 0:0(0:0)Raport | EA Guingamp | Barysau-Arena, Borysów Widzów: 5 000 Sędzia: Ałeksandar Stawrew |
|                                |              |                |             |                                                                 |

| 23 października 2014 19:00 CET | PAOK FC | 0:1(0:1)Raport | Fiorentina · Vargas 38' | Stadion Tumba, Saloniki Widzów: 20 000 Sędzia: Felix Zwayer |
|                                |         |                |                         |                                                             |

| 6 listopada 2014 21:05 CET | EA Guingamp · Beauvue 44' · Mandanne 86' | 2:0(1:0)Raport | Dynama Mińsk | Stade du Roudourou, Guingamp Widzów: 17 000 Sędzia: Artiom Kuczin |
|                            |                                          |                |              |                                                                   |

| 6 listopada 2014 21:05 CET | Fiorentina · Pasqual 88' | 1:1(0:0)Raport | PAOK FC · Martens 81' | Stadio Artemio Franchi, Florencja Widzów: 10 000 Sędzia: Sébastien Delferiere |
|                            |                          |                |                       |                                                                               |

| 27 listopada 2014 19:00 CET | Dynama Mińsk | 0:2(0:0)Raport | PAOK FC · 82' (88) Atanasiadis | Barysau-Arena, Borysów Widzów: 2 000 Sędzia: Robert Schörgenhofer |
|                             |              |                |                                |                                                                   |

| 27 listopada 2014 19:00 CET | EA Guingamp · Beauvue 45' (sam.) | 1:2(1:2)Raport | Fiorentina · 6' Marin · 13' Babacar | Stade du Roudourou, Guingamp Widzów: 5 519 Sędzia: Aleksiej Jeskow |
|                             |                                  |                |                                     |                                                                    |

| 11 grudnia 2014 21:05 CET | PAOK FC · Atanasiadis 22' (k.) | 1:2(1:1)Raport | EA Guingamp · 7', 83' Beauvue | Stadion Tumba, Saloniki Sędzia: Kevin Blom |
|                           |                                |                |                               |                                            |

| 11 grudnia 2014 21:05 CET | Fiorentina · Marin 88' | 1:2(0:1)Raport | Dynama Mińsk · 39' Kancawy · 55' Nikolić | Stadio Artemio Franchi, Florencja Sędzia: Cristian Balaj |
|                           |                        |                |                                          |                                                          |

### Grupa L
| Lp. | Drużyna            | M | Z | R | P | Bramki | Bramki | +/– | Pkt |
| --- | ------------------ | - | - | - | - | ------ | ------ | --- | --- |
| 1   | Legia Warszawa (A) | 6 | 5 | 0 | 1 | 7      | 2      | +5  | 15  |
| 2   | Trabzonspor (A)    | 6 | 3 | 1 | 2 | 8      | 6      | +2  | 10  |
| 3   | Lokeren            | 6 | 3 | 1 | 2 | 4      | 4      | 0   | 10  |
| 4   | Metalist Charków   | 6 | 0 | 0 | 6 | 3      | 10     | −7  | 0   |

|                  | MET | LOK | LEG | TRA |
| ---------------- | --- | --- | --- | --- |
| Metalist Charków | –   | 0:1 | 0:1 | 1:2 |
| Lokeren          | 1:0 | –   | 1:0 | 1:1 |
| Legia Warszawa   | 2:1 | 1:0 | –   | 2:0 |
| Trabzonspor      | 3:1 | 2:0 | 0:1 | –   |

| 18 września 2014 21:05 CET | Metalist Charków · Homeniuk 61' | 1:2(0:1)Raport | Trabzonspor · Constant 25' · Papadopoulos 90+4' | Arena Lwów, Lwów Widzów: 6 854 Sędzia: Tom Harald Hagen |
|                            |                                 |                |                                                 |                                                         |

| 18 września 2014 21:05 CET | Legia Warszawa · Radović 58' | 1:0(0:0)Raport | Lokeren | Pepsi Arena, Warszawa Widzów: 21 548 Sędzia: Michael Oliver |
|                            |                              |                |         |                                                             |

| 2 października 2014 19:00 CET | Lokeren · De Pauw 74' | 1:0(0:0)Raport | Metalist Charków | Daknamstadion, Lokeren Widzów: 6 000 Sędzia: Stephan Studer |
|                               |                       |                |                  |                                                             |

| 2 października 2014 19:00 CET | Trabzonspor | 0:1(0:1)Raport | Legia Warszawa · Kucharczyk 16' | Hüseyin Avni Aker Stadyumu, Trabzon Widzów: 9 875 Sędzia: Viktor Kassai |
|                               |             |                |                                 |                                                                         |

| 22 października 2014 19:00 CET | Metalist Charków | 0:1Raport | Legia Warszawa · Duda 28' | Stadion im. Walerego Łobanowskiego, Kijów Widzów: 2 374 Sędzia: Gediminas Mažeika |
|                                |                  |           |                           |                                                                                   |

| 23 października 2014 19:00 CET | Trabzonspor · Yatabaré 54' · Constant 86' | 2:0(0:0)Raport | Lokeren | Hüseyin Avni Aker Stadyumu, Trabzon Widzów: 9 500 Sędzia: Liran Liany |
|                                |                                           |                |         |                                                                       |

| 6 listopada 2014 21:05 CET | Lokeren · Patosi 5' | 1:1(1:1)Raport | Trabzonspor · Waris 45+2' | Daknamstadion, Lokeren Widzów: 8 400 Sędzia: Gianluca Rocchi |
|                            |                     |                |                           |                                                              |

| 6 listopada 2014 21:05 CET | Legia Warszawa · Saganowski 29' · Duda 84' | 2:1(1:1)Raport | Metalist Charków · Kobin 22' | Pepsi Arena, Warszawa Widzów: 26 000 Sędzia: Eitan Shemeulevitch |
|                            |                                            |                |                              |                                                                  |

| 27 listopada 2014 19:00 CET | Trabzonspor · Belkalem 36' · Ekici 87' · Horiajinow 90+4' (sam.) | 3:1(1:0)Raport | Metalist Charków · 68' Homeniuk | Hüseyin Avni Aker Stadyumu, Trabzon Widzów: 6 250 Sędzia: Mattias Gestranius |
|                             |                                                                  |                |                                 |                                                                              |

| 27 listopada 2014 19:00 CET | Lokeren · Vanaken 7' | 1:0(1:0)Raport | Legia Warszawa | Daknamstadion, Lokeren Widzów: 6 526 Sędzia: Michael Koukoulakis |
|                             |                      |                |                |                                                                  |

| 11 grudnia 2014 21:05 CET | Metalist Charków | 0:1(0:1)Raport | Lokeren · 16' Leye | Arena Lwów, Lwów Sędzia: Leontios Trattou |
|                           |                  |                |                    |                                           |

| 11 grudnia 2014 21:05 CET | Legia Warszawa · Öztürk 22' (sam.) · Sá 56' | 2:0(1:0)Raport | Trabzonspor | Pepsi Arena, Warszawa Sędzia: Kenn Hansen |
|                           |                                             |                |             |                                           |